# Мюллер, Дитрих фон
Дитрих фон Мюллер (нем. Dietrich von Müller; 16 сентября 1891 — 3 января 1961) — немецкий офицер, участник Первой и Второй мировых войн, генерал-лейтенант, кавалер Рыцарского креста с Дубовыми листьями и Мечами.

## Начало военной карьеры и Первая мировая война
В октябре 1910 года поступил добровольцем на военную службу, в егерский батальон. С июня 1913 года — лейтенант.
За время Первой мировой войны был награждён Железными крестами обеих степеней.

## Между войнами
В апреле 1920 года был уволен с военной службы (по Версальскому сокращению рейхсвера), в звании старшего лейтенанта. Получил образование агронома, работал в сельском хозяйстве.
В январе 1934 года вернулся на военную службу, с присвоением звания капитана. К началу Второй мировой войны — майор, командир пехотного батальона.

## Вторая мировая война
Участвовал в Польской (1939) и Французской (1940) кампаниях.
С апреля 1941 года — подполковник, командир запасного полка. С сентября 1941 — командир пехотного полка 12-й танковой дивизии. Бои в районе Смоленска, на Московском направлении. В феврале 1942 — награждён Золотым немецким крестом, с апреля — полковник, в мае 1942 — награждён Рыцарским крестом.
В августе 1943 года за бои в районе Болхова фон Мюллер награждён Дубовыми листьями к Рыцарскому кресту. В том же месяце он направлен преподавателем в танковое училище (во Франции).
С августа 1944 года — командир 16-й танковой дивизии (на Восточном фронте), с ноября 1944 — генерал-майор.
В январе 1945 года дивизия фон Мюллера сражалась на плацдарме в районе Нарева, понесла тяжёлые потери и отступила. В феврале 1945 фон Мюллер был награждён Мечами (№ 134) к Рыцарскому кресту с Дубовыми листьями.
20 апреля он был произведён в генерал-лейтенанты.
19 апреля 1945 года фон Мюллер попал в партизанский плен Даяна Мурзина в Моравии.

## После войны
В октябре 1955 года генерал-лейтенант фон Мюллер был отпущен из советского плена.

## Награды
- Железный крест 2-го класса (2 октября 1914) (Королевство Пруссия)
- Железный крест 1-го класса (19 августа 1916)
- Почётный крест Первой мировой войны 1914/1918 с мечами
- Пряжка к Железному кресту 2-го класса (19 сентября 1939)
- Пряжка к Железному кресту 1-го класса (31 октября 1939)
- Нагрудный знак «За танковую атаку» в серебре
- Нагрудный знак «За ранение» (1939) чёрный
- Медаль «За зимнюю кампанию на Востоке 1941/42»
- Немецкий крест в золоте (21 февраля 1942)
- Рыцарский крест Железного креста с дубовыми листьями и мечами
  - рыцарский крест (3 мая 1942)
  - дубовые листья (№ 272) (16 августа 1943)
  - мечи (№ 134) (20 февраля 1945)